# Füllkraft
Die Füllkraft oder Bauschkraft (engl.: Fill Power) ist ein  Qualitätsmerkmal der Daunen und beschreibt ihre Kapazität, Luft zu speichern.
Dieser Wert wird in „cuin“ (cubic inches = Kubikzoll) angegeben und bezeichnet, auf welches Volumen (Loft) sich eine Unze (~ 28 Gramm) Daunen nach der Kompression ausdehnt.
Die Füllkraft beschreibt  die Fähigkeit, wie stark Daunen ihr ursprüngliches Volumen nach dem Zusammendrücken zurückgewinnen.

## Wirkung
Je höher die Füllkraft, desto mehr Luft kann ein bestimmtes Gewicht der Daune einfangen, und desto mehr Isolierfähigkeit hat die Daune. Die Füllkraft reicht von ca. 300 in³/oz (resp.  175 cm³/g, resp. Lorch 75 mm/30 g) für Federn bis hin zu ca. 900 in³/oz (resp. 520 cm³/g, resp. Lorch 225 mm/30 g) für die hochwertigste Daune.
Die Füllkraft sorgt dafür, dass sich immer wieder die für die Wärmeisolation wichtigen Luftkammern innerhalb der Daunen bilden. Ihre Elastizität und Formbeständigkeit ermöglichen, dass Daunen auch bei großen Belastungen keinen Schaden nehmen.
Eine Daunenfüllung mit hoher Füllkraft ist leichter und besser komprimierbar als eine ebenso warme mit niedrigerer Daunenqualität.

## Füllkraft, Isolationsfähigkeit und Gewicht
Je nach Verwendungszweck ist eine unterschiedliche Füllkraft erforderlich. Je höher die Füllkraft, desto mehr Isolationsfähigkeit hat sie bei einem bestimmten Daunengewicht.
Die Wärme eines Duvets hängt jedoch nicht nur von der Füllkraft, sondern auch von der Füllmenge ab. So ist ein Duvet mit einer Füllkraft von 700 gegenüber einem mit 550 wesentlich leichter, da es für die gleiche Wärmeleistung weniger Daunen braucht. Daunen liefern Wärme, indem sie eine Luftschicht einfangen, die die kalte Seite von der warmen Seite trennt. Eine dickere Schicht eingeschlossener Luft sorgt für mehr Isolierung. Diese Dicke wird oft als „Loft“ bezeichnet. Ein Duvet, das beispielsweise eine Daunenfüllung mit einer Füllkraft von 550 hat, müsste etwa 40 % bis 50 % mehr Daunengewicht verwenden als ein Duvet, dessen Daunenfüllung eine Füllkraft von 800 hat, um die gleiche Isolationsfähigkeit zu entwickeln.